# David Walters
David Walters (n. 27 septembrie 1987, Newport News⁠(d), Virginia, SUA) este un înotător ce a reprezentat Statele Unite ale Americii, medaliat olimpic. A participat la o ediție a Jocurilor Olimpice (2008) în care a câștigat două medalii de aur.